# The Poker House
The Poker House är en amerikansk dramafilm från 2008 som är regisserad av Lori Petty. 

## Handling
Filmen är en dramatisering av Lori Pettys tonår i en småstad i Iowa.
14-åriga Agnes tvingas ta hand som sina yngre systrar, 12-åriga Bee och 8-åriga Cammie, eftersom modern Sarah prostituerat sig för att kunna försörja barnen. Familjen bor i ett horhus, kallat The Poker House, som är ett tillhåll för kriminella i trakten.

## Rollista
- Jennifer Lawrence - Agnes
- Selma Blair - Sarah
- Chloë Moretz - Cammie
- Bokeem Woodbine - Duval
- Sophi Bariley - Bee
- Danielle Campbell - Darla
- David Alan Grier - Stymie
- Casey Tutton - Sheila